# Wasserturm Wolfersberg

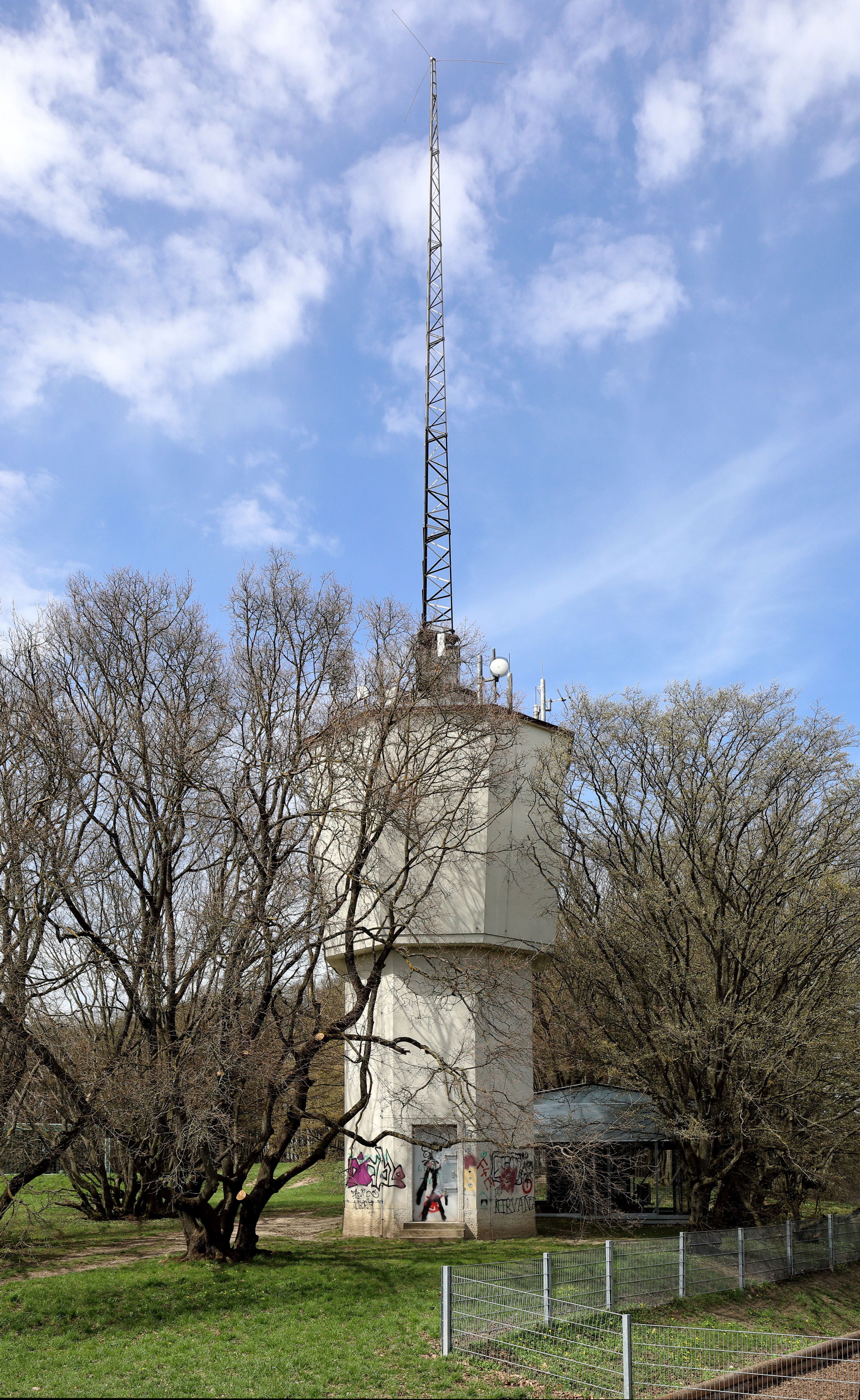
Der Wasser-, Funk- und Sendeturm Wolfersberg

Der Wasserturm Wolfersberg ist ein Wasser-, Funk- und Sendeturm auf dem Gipfel des 322 Meter hohen Wolfersberg im 14. Wiener Gemeindebezirk Penzing.
Der 12,7 Meter hohe Wasserturm mit einem Behältervolumen von 63,2 Kubikmetern wurde 1950 errichtet. Auf seinem Dach befindet sich seit 1981 ein 18,8 Meter hoher Stahlfachwerkturm mit dreieckigem Querschnitt, der als gegen Erde isolierter Sendeturm dient und auf der Frequenz 293 kHz mit 100 W Leistung das Signal des NDB-Funkfeuers STE ausstrahlt. Dieses Funksignal dient als Flugfunkfeuer für die am Flughafen Wien-Schwechat landenden Flugzeuge. Des Weiteren befindet sich eine UKW-Sendeantenne zur Verbreitung des Rundfunkprogramms von Radio 88.6 auf 90,5 MHz auf dem Dach des Turmes.